# Silene incurvifolia
Silene incurvifolia är en nejlikväxtart som beskrevs av Grigorij Silych Karelin och Kir. Silene incurvifolia ingår i släktet glimmar, och familjen nejlikväxter. Inga underarter finns listade i Catalogue of Life.